# (9357) Venezuela
(9357) Venezuela ist ein Asteroid des Hauptgürtels, der am 11. Januar 1992 vom venezolanischen Astronomen Orlando A. Naranjo am Observatorio Astronómico Nacional de Llano del Hato (IAU-Code 303) bei Mérida entdeckt wurde.
Der Asteroid wurde nach Venezuela benannt, dem Heimatland des Entdeckers.